# مایلد سون

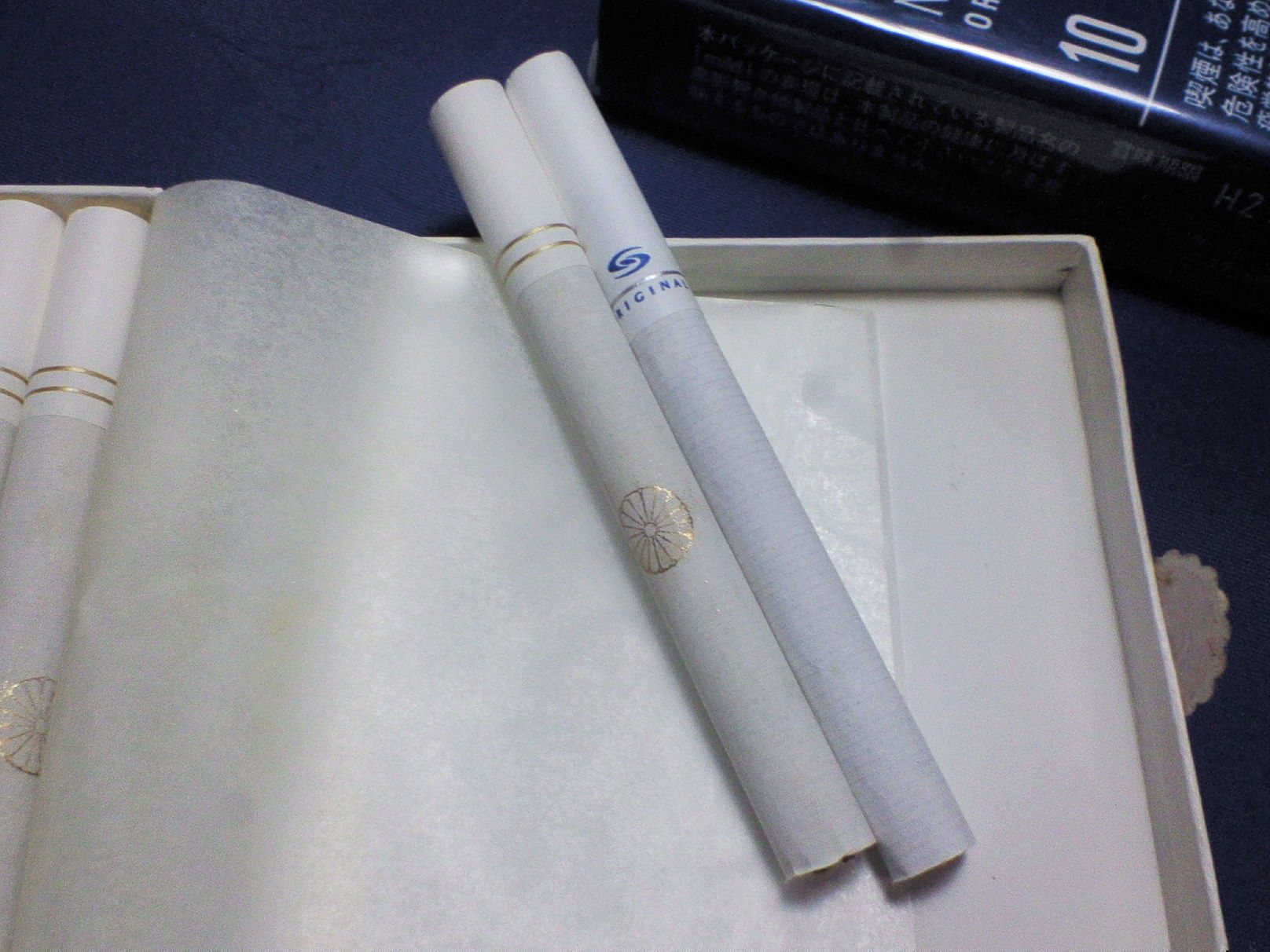

مایلد سون (به انگلیسی: Mild Seven) (Mevius) (در فارسی: هفت ملایم) (به ژاپنی: マイルドセブン) از مارک‌های سیگار است که توسط شرکت "تنباکوی ژاپن" تولید می‌شود.
مایلد سون سومین مارک بزرگ سیگار در جهان است.
مایلد سون در ۱۹۷۷ در ژاپن تأسیس شد و اکنون در ۴۰ کشور جهان فروخته می‌شود و در بازارهای آسیایی همچون کره جنوبی و چین موقعیت خوبی دارد.
شرکت تنباکوی ژاپن، از طریق مایلد سون، حمایت مالی تیم‌های "بنتون فرمولا" و "رنو اف ۱" را در مسابقات فرمول یک از فصل ۱۹۹۴ تا ۲۰۰۶ به عهده دارد.